# 費尚伊
費尚伊（1554年—？），字國聘，湖廣承天府沔陽州人，軍籍，明朝政治人物。

## 生平
萬曆元年（1573年）癸酉科湖廣鄉試第十八名。萬曆五年（1577年）登丁丑科會試第一百九名，三甲二百三十二名進士。本年五月選翰林院庶吉士。七年九月授兵科给事中。張居正曾令費尚伊彈劾南京吏部尚書趙錦“讲学谈禅，讥议朝政”，赵锦被迫上疏致仕。九年二月升四川按察司佥事，丁憂。十三年十二月調補陕西佥事。後辞官归乡，里居三十余年。

## 著作
万历四十六年與知州郭侨共修《沔阳州志》。有《市隐园集》二十四卷。

## 家族
曾祖費俊；祖父費華；父費得智，貢士。母陳氏；繼母任氏。具庆下。